# باول ميتكالف
باول ميتكالف (بالإنجليزية: Paul Metcalf)‏ هو شاعر أمريكي، ولد في 7 نوفمبر 1917، وتوفي في 1999.